# Françoise Gauthier
Pour les articles homonymes, voir Gauthier.
Françoise Gauthier (née le 1er janvier 1953 à Laterrière (Québec)) est une femme politique québécoise.

## Biographie

### Jeunesse et formation
Françoise Gauthier obtient un diplôme d'études collégiales en sciences humaines du Cégep de Chicoutimi en 1973 et une licence en droit de l'Université de Sherbrooke en 1976. Elle est membre du Barreau du Québec depuis 1976.
Après avoir entamé sa carrière d'avocate, elle devient secrétaire et conseillère de 1978 à 1983, puis arbitre de 1992 à 1994 au Barreau du Saguenay–Lac-Saint-Jean. 
Entre 1989 et 2000, elle est membre et présidente de plusieurs conseils d'administration. 
Aux élections fédérales de 1988, elle se présente comme candidate du Nouveau Parti démocratique dans Jonquière, mais elle n'est pas élue. De 1988 à 1989, elle est représentante de l'est du Québec au caucus élargi des députés néo-démocrates fédéraux. 
Elle est mairesse de Laterrière de 1994 à 1998 et est élue députée de Jonquière à l'Assemblée nationale de 2001 à 2007. Dans le gouvernement de Jean Charest, elle est ministre de l'agriculture, des pêcheries et de l'alimentation de 2003 à 2005, puis ministre du tourisme de 2005 à 2007. Lors de l'élection provinciale de 2007, elle est défaite par son adversaire péquiste, Sylvain Gaudreault.
Elle a de nombreuses réalisations à son actif dont l'implantation du Centre ambulatoire au Centre de santé de services sociaux de Jonquière  ainsi que l'aménagement des nouveaux locaux pour le programme Arts et Technologies des Médias du CEGEP de Jonquière .
Par la suite, elle a été nommée Vice-présidente du Conseil des services essentiels et est en fonction le 1er octobre 2007.
Le 29 septembre 2011, elle devient régisseuse et présidente de la Régie des marchés agricoles et alimentaires du Québec, puis présidente de la Commission québécoise des libérations conditionnelles le 31 août 2015.

## Distinctions
- Commandeur d'office de l'Ordre national du mérite agricole (2003)
- Médaille de l'Assemblée nationale (2005)[3]